# Паулавичюс, Альгирдас Ромуальдович
А́льгирдас Ромуа́льдович Паула́вичюс (лит. Algirdas Paulavičius; 4 октября 1945, Ленинград — 20 декабря 2007, Санкт-Петербург) — советский и российский дирижёр, композитор, музыкальный педагог и музыкант-мультиинструменталист, дирижёр Мариинского театра, преподаватель Санкт-Петербургской консерватории и музыкального училища им. Н. А. Римского-Корсакова, музыкант одного из составов вокально-инструментального ансамбля «Поющие гитары», заслуженный деятель искусств Российской Федерации (2000).

## Биография
Окончил Каунасскую среднюю специальную музыкальную школу по классу скрипки и Ленинградскую консерваторию как дирижёр. Преподавал дирижирование в консерватории и музыкальном училище им. Н. А. Римского-Корсакова, руководил оркестром училища и Молодёжным филармоническим оркестром Мариинского театра. Поставил ряд опер и музыкальных спектаклей в различных театрах. Опера Джоакино Россини «Итальянка в Алжире» (Клайпедский музыкальный театр, 1990 год) была удостоена в Литве звания Лучший спектакль года, а постановка оперы Зигфрида Матуса «Песнь о любви и смерти корнета Христофа Рильке» в компании «Санкт-Петербург опера» (сезон 1997/1998) — премии «Золотая маска» в номинации «Лучший оперный спектакль».
В конце 1960-х — начале 1970-х годов был участником (инструменталистом) одного из составов Ленинградского вокально-инструментального ансамбля «Поющие гитары».
Автор музыки к кинофильмам «Нам не дано предугадать…» (в составе к/а «Манька», 1985), «Ради нескольких строчек» (1985), «Садовник» (1987), «Похищение чародея», «Кома» (1989), «Дом на песке» (1991) и др. В качестве дирижёра записал музыку к таким известным фильмам, как «Дни затмения», «Спаси и сохрани» (композитор Юрий Ханон) и «Бакенбарды» (композитор Алексей Заливалов).
В 1988—1991 годах возглавлял музыкальную редакцию киностудии «Ленфильм». В 2000 году удостоен звания Заслуженного деятеля искусств Российской Федерации.
В последнее десятилетие занимал должность дирижёра Молодёжного филармонического оркестра Мариинского театра, а также художественного руководителя и дирижёра симфонического оркестра музыкального училища имени Н. А. Римского-Корсакова. С 2008 года этот оркестр носит его имя.
Умер 20 декабря 2007 года, похоронен на Красненьком кладбище Санкт-Петербурга.